# The Cold Embrace of Fear: A Dark Romantic Symphony
The Cold Embrace of Fear — мини-альбом итальянской симфоник-метал-группы Rhapsody of Fire, выпущенный в 2010 году. Диск продолжает «сагу о Тёмной Тайне», рассказываемую на протяжении предыдущих четырёх альбомов группы.

## Концепция
После долгого путешествия в северные земли на границу мира пять героев достигли древней готической цитадели Хар-Куун — заснеженной обители зла в таинственном месте, где находится святая книга ангелов Эриан.

## Список композиций
Все тексты написаны Лукой Турилли и Алексом Старополи, вся музыка написана Лукой Турилли и Алексом Старополи.
| №                   | Название                                 | Длительность |
| ------------------- | ---------------------------------------- | ------------ |
| 1.                  | «ACT I: The Pass Of Nair-Kaan»           | 2:01         |
| 2.                  | «ACT II: Dark Mystic Vision»             | 1:41         |
| 3.                  | «ACT III: The Ancient Fires Of Har-Kuun» | 14:56        |
| 4.                  | «ACT IV: The Betrayal»                   | 3:58         |
| 5.                  | «ACT V: Neve Rosso Sangue»               | 4:41         |
| 6.                  | «ACT VI: Erian's Lost Secrets»           | 4:28         |
| 7.                  | «ACT VII: The Angels' Dark Revelation»   | 3:59         |
| Общая длительность: | Общая длительность:                      | 35:44        |

## Участники записи
- Фабио Лионе — вокал
- Лука Турилли — гитара
- Алекс Старополи — клавишные
- Патрис Гуирс — бас-гитара
- Алекс Хольцварт — ударные
- Кристофер Ли — рассказчик